# Pussy Galore
Pussy Galore è un personaggio di Missione Goldfinger, scritto da Ian Fleming (e dell'omonimo film diretto da Guy Hamilton) e di Trigger Mortis, scritto da Anthony Horowitz. I libri ed il film fanno parte della serie di James Bond. Come molti tra i personaggi creati dallo scrittore che ha inventato 007, il nome costituisce un doppio senso; composto da pussy, termine che può indicare in maniera scherzosa anche il sesso femminile, e da galore, avverbio traducibile con espressioni come "a bizzeffe", "in abbondanza", "a iosa" si potrebbe perciò intendere nel senso di tanto carina.
Il modello che ispirò Fleming alla creazione del personaggio fu, con molta probabilità, la persona di Blanche Blackwell, una delle sue amanti.

## Storia del personaggio

### Romanzo
Nel romanzo, Pussy Galore è presentata come l'unica donna degli Stati Uniti d'America a guidare un'organizzazione criminale. Prima guidò un gruppo di trapeziste, Pussy Galore and her Abrocats; un'esperienza fallimentare, così lo allenò al crimine e alla rapina. Il suo gruppo crebbe all'interno di un'organizzazione lesbica di Harlem conosciuta con il nome di The Cement Mixers. Pussy ha i capelli neri, la carnagione pallida, e possiede gli unici occhi viola che Bond abbia mai visto nella sua vita. Ha circa trent'anni, una voce bassa e seducente. Anche lei lesbica, racconta a Bond di esserlo diventata dopo aver subito, all'età di dodici anni, violenza sessuale da parte di suo zio.
Il suo gruppo viene arruolato da Auric Goldfinger per collaborare all'operazione Grande Slam, un'operazione criminale che prevede, come primo passo, l'avvelenamento delle forniture idriche di Fort Knox grazie all'adozione del sarin, un tipo di gas nervino; e, come passo definitivo, l'utilizzo di una bomba atomica precedentemente rubata, per far saltare in aria il gigantesco deposito aureo degli Stati Uniti e rubare l'equivalente di un miliardo di dollari in lingotti d'oro. Il compito che il gruppo di Pussy aveva nella missione era quello di travestirsi da infermiere e simulare un falso soccorso all'interno dell'avvelenata Fort Knox.
Dopo che Bond e Felix Leiter sventarono il Grande Slam, Pussy passa dalla parte dell'agente segreto spacciandosi per un'hostess del volo - nel quale vi era anche Bond, prima stordito e poi rapito - con il quale Goldfinger tentava, con le riserve auree rimanenti di recarsi in Unione sovietica. Determinato inoltre ad uccidere Bond, Goldfinger ingaggia un combattimento nel quale si rompe una finestra dell'aereo; si crea un vortice che risucchia Oddjob. Nello scontro che segue Bond riesce ad uccidere Goldfinger strangolandolo. Nel frattempo, però, l'aereo aveva cominciato a perdere quota, Bond prende i comandi dell'aereo insieme a Pussy, e sono costretti a compiere un atterraggio di emergenza nell'oceano; e, dopo essersi salvati - nonostante nel finale venga suggerito il fatto che Pussy finirà in prigione -, fuggono insieme su una zattera di legno.
Nel 2015 Anthony Horowitz ambienta Trigger Mortis poche settimane dopo il finale del romanzo di Ian Fleming. Pussy Galore si è trasferita nella casa londinese di James Bond per sfuggire da possibili ritorsioni della malavita americana. L'obiettivo è vano in quanto alcuni scagnozzi americani la rintracciano e cercano di ucciderla dipingendola d'oro. James Bond riesce a salvarla ma lei lo lascia e se ne va con la sua amica Logan Fairfax.

### Film
Pussy Galore: "Mi chiamo Pussy Galore."

James Bond: "Forse sto sognando."»
(Scambio di battute nel momento di incontro dei due personaggi.)
La precedente storia di Pussy nel film è taciuta e, allo stesso tempo, non vengono apertamente dichiarate le sue tendenze sessuali - delle quali permangono soltanto brevi accenni. In accordo con le indicazioni della censura, i produttori pensarono di cambiare nome in Kitty Galore, più neutro e meno volgare, ma quando i giornali britannici pubblicarono alcune indiscrezioni che vedevano Honor Blackman nel ruolo di Pussy, anche la produzione decise per questo nome. È l'attrice più vecchia nel ruolo di Bond girl; infatti, mentre l'attore che interpretava Bond aveva 34 anni, Blackmann ne aveva 38. Pussy, in un sondaggio del 2007 per eleggere la migliore bond girl si classificò seconda, dietro Honey Ryder interpretata da Ursula Andress. Dopo il dialogo sopracitato, prima apparizione del personaggio - in una situazione, per Bond, di risveglio da uno stato confusionario -, Pussy racconta di essere a capo del Pussy Galore's Flying Circus, un gruppo di aviatori professionisti tutto al femminile, legato all'operazione Grande Slam. Molto abile anche nel judo, affronta Bond, che tentava di rovinare i piani di Goldfinger, e lo mette al tappeto.
Così aveva affermato all'altezza del primo incontro; Bond invece saprà far valere il suo fascino e la convincerà segretamente a mettersi contro Goldfinger. Pussy, dunque, avverte la CIA spiegando nei dettagli il piano del commerciante aurifero. I servizi segreti l'aiutano e sostituiscono il gas letale per mezzo del quale doveva avvenire l'attacco a Fort Knox; messo in pratica, dunque, il contropiano, dopo che Goldfinger subisce anche la perdita di Oddjob, Pussy viene costretta dal suo ex capo a dirottare il volo che dovrebbe portare Bond alla Casa Bianca, cambiando la rotta per quella di Cuba. Goldfinger è intenzionato a vendicarsi di Bond, ma non riuscirà nella sua impresa e, durante la colluttazione, Bond fa partire un colpo di pistola che frantuma un finestrino dell'aereo: il risucchio creatosi trascina nel vuoto Goldfinger mentre dopo che Pussy e Bond si saranno salvati dalla caduta dell'aereo, si troveranno a fare l'amore su un'isola tropicale sotto il paracadute.

## Filmografia
- Agente 007 - Missione Goldfinger (Goldfinger), regia di Guy Hamilton (1964)
- Goldfinger, regia di Martin Jarvis - direct-to-video (2010)

## Libri
- Ian Fleming, Missione Goldfinger [Goldfinger], 1959.

## Videogiochi
- GoldenEye: Rogue Agent, regia di Ofer Estline e Ken Harsha (2004)
- 007 Legends, regia di John Dower (2012)

## Citiazione e omaggi
- Il Rolex GMT Master - ref. 6542 è conosciuto tra i collezionisti come il modello "Pussy Galore", in quanto indossato dall'attrice in alcune scene del film, ed è tra i modelli della casa svizzera più ricercati dagli appassionati in ragione della rarità e delle particolarità dello stesso, tra cui la ghiera bicolore rossa/blu in Bakelite.[senza fonte]